# Sân bay Magadi
Sân bay Magadi (ICAO: HKMG) là một sân bay ở Magadi, Kenya.